# 11월 12일
11월 12일은 그레고리력으로 316번째(윤년일 경우 317번째) 날에 해당한다.

## 사건
- 1956년 - 모로코, 수단, 튀니지, 유엔 가입
- 1968년 - 적도 기니, 유엔 가입
- 1975년 - 코모로, 유엔 가입
- 1987년 - 평화민주당이 창당되었다.
- 1989년 - 남한사회주의노동자동맹 결성 공개.
- 1996년 - 차르키다드리 상공 공중 충돌로 탑승객 349명 전원 사망.
- 2001년 - 아프가니스탄의 탈레반 정권이 카불을 버리다.
- 2010년 - 포항 요양원 화재 사고가 일어났다.
- 2014년 - 유럽 우주국의 탐사선 로제타가 67P/추류모프-게라시멘코 혜성에 탐사 로봇(펠레) 을 착륙시켰다.
- 2016년 - 서울특별시에서 6차 민중총궐기가 일어났다.

## 문화
- 1980년 - 보이저 1호, 토성에 접근. 8개의 위성을 추가로 발견함.
- 2007년 - 제주항공 제주 - 평양 최초 국제선 전세기 취항.
- 2010년 - 제16회 광저우 아시안게임 개막.

## 탄생
- 1528년 - 명나라 군인 척계광. (~1588년)
- 1755년 - 프로이센의 장군, 군사이론가 게르하르트 폰 샤른호르스트. (~1813년)
- 1833년 - 러시아의 작곡가 알렉산드르 보로딘. (~1887년)
- 1840년 - 프랑스의 조각가 오귀스트 로댕. (~1917년)
- 1866년 - 중국의 의사, 정치인, 항일 운동가 쑨원. (~1925년)
- 1911년 - 대한민국의 제헌 국회의원 이호석. (~?)
- 1915년 - 프랑스의 철학자, 비평가 롤랑 바르트. (~1980년)
- 1916년 - 미국의 배우 리암 던. (~1976년)
- 1922년 - 대한민국의 기업인, 정치인 김종희. (~1981년)
- 1927년 - 대한민국의 여성운동가 출신 정치인 김정례. (~2020년)
- 1928년 - 잉글랜드의 작가 폴 존슨. (~2023년)
- 1929년
  - 독일의 작가 미하엘 엔데. (~1995년)
  - 미국의 영화배우, 모나코의 대공 레니에 3세의 대공비 그레이스 켈리. (~1982년)
- 1930년 - 미국의 수학자 노던 존슨. (~2017년)
- 1934년
  - 중국, 조선민주주의인민공화국 태생 대한민국의 역사학자 정수일. (~2025년)
  - 미국의 범죄자 찰스 맨슨. (~2017년)
- 1937년
  - 대한민국의 법조인 정광진. (~2023년)
  - 미국의 군인, 우주비행사 리처드 H. 트룰리. (~2024년)
- 1940년 - 대한민국의 해양학자 한상복. (~2023년)
- 1941년 - 대한민국의 만화가 박수동.
- 1945년 - 캐나다 출신의 미국 가수 닐 영.
- 1947년 - 프랑스의 영화 감독, 영화 각본가, 배우 파트리스 르콩트.
- 1948년
  - 대한민국 제6·7·10대 전라북도 전주시의원 이완구.
  - 일본의 성우, 배우 긴가 반조.
- 1955년
  - 대한민국의 정치인 진수희.
  - 대한민국의 시니어 모델 김칠두.
  - 대한민국의 전 대학교수 김현호.
- 1957년 - 대한민국의 변호사, 국회의원 고승덕.
- 1961년
  - 루마니아의 체조 선수 나디아 코머네치.
  - 우루과이의 전 축구 선수 엔초 프란체스콜리.
- 1963년
  - 일본의 배우 테라지마 스스무.
  - 미국의 정치인 베서니 홀롱.
- 1964년
  - 대한민국의 성우 차명화.
  - 대한민국의 기자, 언론인 김성준.
- 1966년 - 대한민국의 배우 김중기.
- 1967년 - 일본의 전 축구 선수, 축구 지도자 다카기 다쿠야.
- 1968년 - 일본의 성우 히사카와 아야.
- 1969년
  - 대한민국의 가수, 희극인 홍록기.
  - 대한민국의 축구 선수 조정현. (~2022년)
- 1971년 - 미국의 래퍼 페리.
- 1973년
  - 대한민국의 배우 유성주.
  - 호주의 배우 라다 미첼.
- 1974년
  - 대한민국의 전 축구 선수 이호성.
  - 미국의 배우 로디스 베네딕토.
- 1975년
  - 대한민국의 뮤지컬 배우 김소현.
  - 대한민국의 배우 정주은.
  - 크로아티아의 축구 선수 다리오 시미치.
  - 미국의 수영 선수 제이슨 리잭.
- 1977년 - 남아프리카 공화국의 축구 선수 베니 매카시.
- 1978년
  - 독일의 배우 알렉산드라 마리아 라라.
  - 프랑스의 영화 각본가, 영화 감독 셀린 시아마.
- 1979년 - 대한민국의 래퍼 크라운 제이.
- 1980년
  - 대한민국의 야구 선수 김상현.
  - 대한민국의 성우 류승곤.
  - 캐나다의 배우 라이언 고슬링.
- 1982년
  - 미국의 배우 앤 해서웨이.
  - 대한민국의 야구 선수 조영훈.
- 1983년 - 대한민국의 가수 지클레프.
- 1984년 - 대한민국의 가수 박산다라 (2NE1).
- 1985년
  - 대한민국의 배우 정다영.
  - 미국의 모델, 링걸 아리아니 셀레스티.
  - 프랑스의 축구 선수 아들렌 게디우라.
- 1986년 - 이탈리아의 축구 선수 이냐치오 아바테.
- 1987년
  - 대한민국의 봅슬레이 선수 김동현.
  - 대한민국의 바이올리니스트 김수연.
- 1988년
  - 대한민국의 배우 왕지원.
  - 미국의 농구 선수 러셀 웨스트브룩.
- 1989년
  - 그리스의 축구 선수 타나시스 디나스.
  - 일본의 축구 선수 기요타케 히로시.
- 1990년
  - 대한민국의 성우 손수호.
  - 도미니카의 야구 선수 마르셀 오즈나.
- 1991년 - 대한민국의 가수 김연준.
- 1992년 - 일본의 전 배우 우에하라 아이.
- 1993년  - 미국의 야구 선수 잭 렉스.
- 1994년 - 대한민국의 가수 다인.
- 1995년
  - 대한민국의 리그 오브 레전드 프로게이머 투신.
  - 프랑스의 축구 선수 토마 르마르.
- 1996년 - 대한민국의 배구 선수 황택의.
- 1997년
  - 대한민국의 가수 최병찬 (빅톤).
  - 대한민국의 양궁 선수 소채원.
  - 독일의 축구 선수 레아 쉴러.
  - 이탈리아의 알파인 스키 선수 나디아 델라고.
- 1998년
  - 일본의 배우 타이라 유우나.
  - 일본의 가수 타니구치 메구.
- 1999년
  - 대한민국의 가수 최유정 (위키미키).
  - 중국의 가수 샤오팅 (케플러).
- 2001년
  - 영국의 배우 래피 캐시디.
  - 대한민국의 정치인 최인호.
- 2006년 - 일본의 아이돌 미즈시마 미유.

## 사망
- 607년 - 제66대 로마의 교황 교황 보니파시오 3세. (540년~)
- 1035년 - 잉글랜드, 덴마크, 노르웨이의 왕 크누트 대왕. (995년~)
- 1712년 - 일본 에도 막부의 제6대 쇼군 도쿠가와 이에노부. (1662년~)
- 1722년 - 조선의 문신 조태채. (1660년~)
- 1900년 - 조선의 한의학자 이제마. (1837년~)
- 1916년 - 미국의 수학자, 천문학자, 사업가, 작가 퍼시벌 로웰. (1855년~)
- 1950년 - 대한민국의 군인 박범집. (1917년~)
- 1963년 - 미국의 군인, 정치인, 외교관 존 R. 하지. (1893년~)
- 1964년 - 미국의 야구인 프레드 허친슨. (1919년~)
- 1981년 - 미국의 영화 배우 윌리엄 홀든. (1918년~)
- 1985년 - 대한민국의 군인, 정치인, 기업인 박임항. (1919년~)
- 1988년 - 대한민국의 정치 깡패 유지광. (1927년~)
- 1994년 - 미국의 육상 선수 윌마 루돌프. (1940년~)
- 2010년 - 대한민국의 배우 박혜상. (1980년~)
- 2014년 - 대한민국의 기자 구본준. (1969년~)
- 2018년
  - 대한민국의 사이클 선수 이민혜. (1985년~)
  - 미국의 만화가 스탠 리. (1922년~)
- 2019년
  - 대한민국의 작곡가 손석우. (1920년~)
  - 대한민국의 가톨릭 신부 차동엽. (1958년~)
  - 일본의 축구 선수 다구치 미쓰히사. (1955년~)
- 2020년
  - 러시아의 정치인 레오니트 포타포프. (1935년~)
  - 가나의 정치인 제리 롤링스. (1947년~)
  - 일본의 물리학자 고시바 마사토시. (1926년~)
  - 홍콩의 영화배우, 방송인 쩡웨이취안. (1960년~)
- 2021년 - 일본의 야구 선수 고바 다케시. (1936년~)
- 2022년 - 이란의 난민 메흐란 카리미 나세리. (1945년~)
- 2023년 - 체코의 아이스하키 선수 로만 체흐마네크. (1971년~)
- 2024년
  - 일본의 스모선수 기타노후지 가쓰아키. (1942년~)
  - 중화인민공화국의 군인 량광례. (1940년~)
  - 덴마크의 영화배우 벤트 메이딩. (1937년~)
  - 대한민국의 배우 송재림. (1985년~)
  - 미국의 식물생물학자 조안 코리. (1955년~)
  - 미국의 컴퓨터과학자 토마스 E. 커츠. (1928년~)

## 기념일
- 세계 폐렴의 날

## 같이 보기
- 전날: 11월 11일 다음날: 11월 13일 - 전달: 10월 12일 다음달: 12월 12일
- 음력: 11월 12일
- 모두 보기